# Dendrobium clavator
Dendrobium clavator är en orkideart som beskrevs av Henry Nicholas Ridley. Dendrobium clavator ingår i släktet Dendrobium, och familjen orkidéer. Inga underarter finns listade i Catalogue of Life.